# Namibomeces laticornis
Namibomeces laticornis là một loài bọ cánh cứng trong họ Cerambycidae.